# Iúlia Timochenko
Yulia Volodimirivna Timochenko (ou Timoshenko; em ucraniano:  Юлія Володимирівна Тимошенко; Dnipropetrovsk, 27 de novembro de 1960) é uma política ucraniana. Foi primeira-ministra de seu país de 24 de janeiro a 8 de setembro de 2005, e de 18 de dezembro de 2007 a 3 de março de 2010. É líder do partido Batkivshchina (Батьківщина, "Pátria") e do Bloco Iúlia Timochenko. Anteriormente, era uma executiva de empresa bem-sucedida na indústria de petróleo e gás e logo se tornou uma das pessoas mais ricas da Ucrânia.
Antes de ser primeira-ministra, Iúlia foi considerada a aliada mais importante do então líder da oposição Viktor Yushchenko. Ela ganhou extrema visibilidade durante as eleições ucranianas de 2004, quando um golpe civil levou à anulação do pleito, vencido pelos governistas, e acabou alçando Yushchenko ao poder (episódio que ficou apelidado como Revolução Laranja). Durante esse período, os meios de comunicação ucranianos a chamavam de "Joana d'Arc da Revolução Laranja". Em 2010, Timochenko perdeu as eleições presidenciais e foi posteriormente deposta do governo com uma moção de desconfiança, a 4 de março daquele ano.

## Vida pessoal

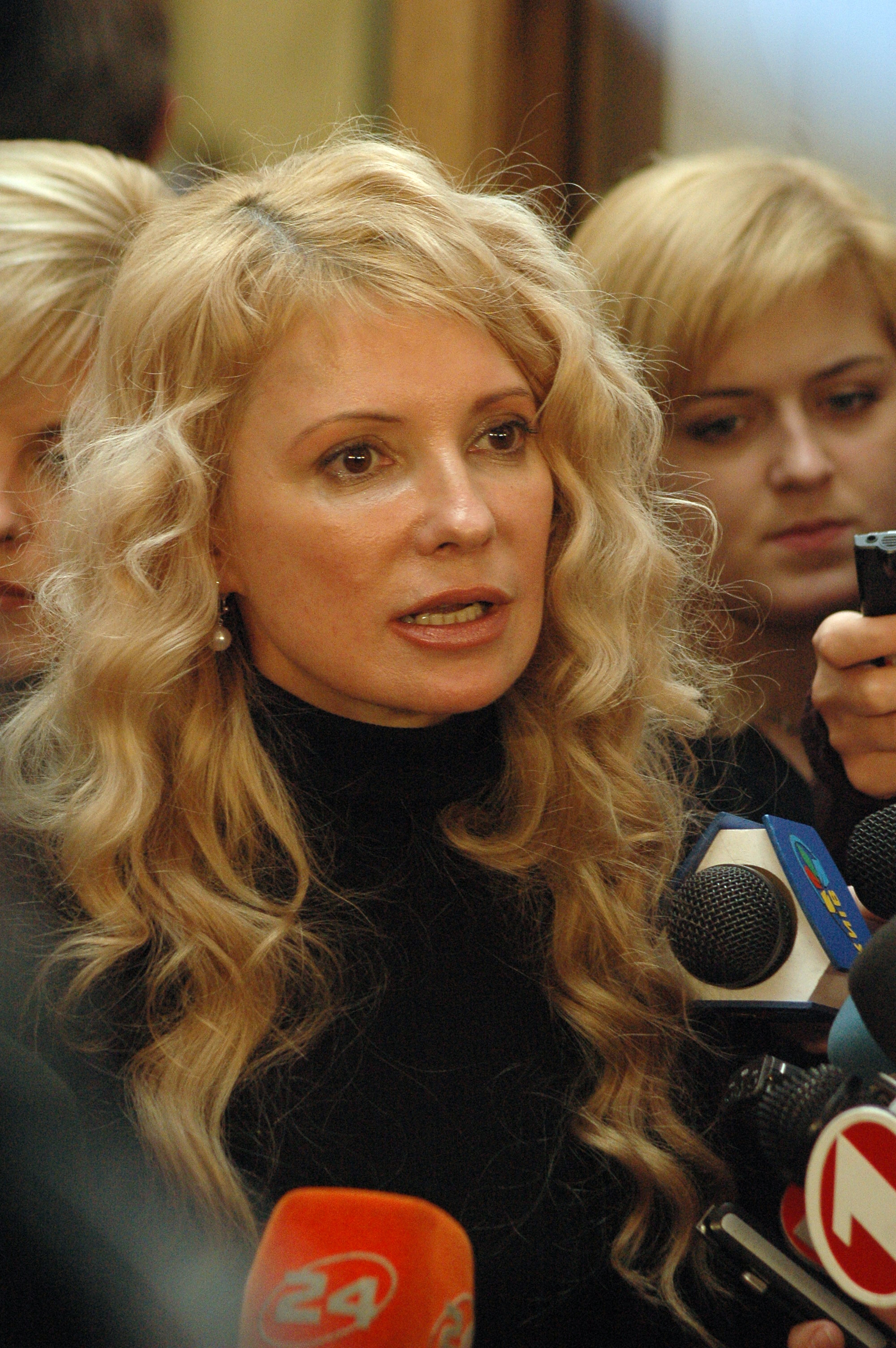
Timochenko, numa fotografia sem as tranças no cabelo que normalmente ostenta.

Timoshenko é a filha de Ludmila Nikolaevna Teleguina e Volodimir Abramovitch Griguean (seu pai abandonou a família quando Iúlia tinha apenas três anos de idade). Nasceu em Dnipropetrovsk, na Ucrânia (então República Socialista Soviética da Ucrânia). Em 1979 casou-se com Oleksandr Tymoshenko, filho de um burocrata de segundo escalão do Partido Comunista da União Soviética, e se juntou ao Komsomol, organização juvenil oficial do comunismo soviético. Em 1984, graduou-se em Economia pela Universidade Estatal de Dnipropetrovsk, e obteve um "diploma candidato" (equivalente a um Ph.D.) na matéria em 1999. Desde então, escreveu mais de 50 artigos sobre o assunto. Foi considerada "a mulher mais bonita a já entrar para a política" pelo jornal britânico The Globe and Mail, em 2001

## Carreira política

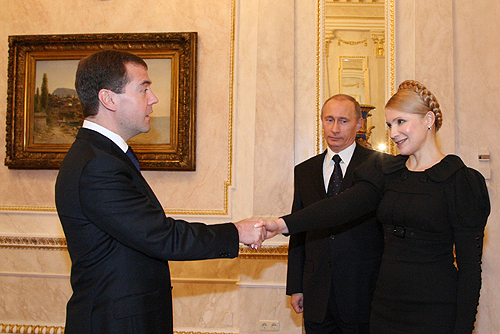
Os políticos russos Dimitri Medvedev e Vladimir Putin encontram-se com Timochenko.

Timochenko entrou no mundo da política em 1996, quando foi eleita como deputada pela província (oblast) de Kirovogrado, ganhando com 92,3% dos votos em sua circunscrição. Foi reeleita em 1998 e de novo em 2002. Em 1998, foi nomeada presidente do Comitê Orçamentário do parlamento ucraniano. De 1999 a 2001, Timochenko foi nomeada vice-ministra de combustíveis no setor de energia do país, sob o governo de Viktor Iúuchenko como primeiro-ministro.
Em sua gestão no ministério, vieram à tona diversas acusações de corrupção contra Iúlia, além de falsificação de documentos e contrabando de gás natural russo. Ela também teria enriquecido ilicitamente durante a presidência da Sistemas Unificados de Energia da Ucrânia. As acusações não foram comprovadas; Iúlia Timochenko foi condenada pelo crime e demitida pelo presidente Leonid Kuchma em janeiro de 2001.
Ela foi presa em fevereiro de 2001 mas libertada e teve as queixas retiradas semanas depois. Apesar das provas, Timochenko alega que as acusações foram fabricadas pelo governo de Kuchma, sob a influência de oligarcas da indústria do carvão, que temiam suas reformas.
Os críticos de Timochenko sugeriram que, como uma oligarca, sua fortuna foi adquirida inadequadamente. Sua familiaridade com as condutas ilegais de negócios, comum na Ucrânia, não a qualifica para combater a corrupção. Seu antigo sócio, o ex-primeiro-ministro Pavlo Lazarenko, está negando extradição à Ucrânia depois de ser acusado de abusar de sua posição no governo para ganhos pessoais.  Além disso, o marido de Iúlia, Oleksandr Timochenko, vive foragido fora da Ucrânia desde que foi condenado pela justiça por corrupção e gestão fraudulenta.

### Prisão
Em 11 de Outubro de 2011, o tribunal considerou Tymoshenko culpada por abuso de poder, e condenou-a a sete anos de prisão e a pagar ao Estado ucraniano 188 milhões de dólares em perdas causadas pelo contrato de gás que ela teria negociado com o então Primeiro-Ministro da Rússia, Vladimir Putin. O juiz também proibiu-a de concorrer a cargos eletivos durante o período de prisão (de fato desqualificando-a de concorrer as eleições parlamentares de 2012 e 2015 ). As autoridades haviam implantado centenas de policiais ao redor da quadra; entre eles e os cerca de 2000 apoiantes de Tymoshenko perto do tribunal alguns pequenos conflitos eclodiram e algumas prisões foram feitas depois que o veredicto foi anunciado. Tymoshenko pode apelar contra a sentença. Tymoshenko e seus seguidores viram o julgamento pelo payback. O Presidente Yanukovych e o Ministério dos Negócios Estrangeiros da Ucrânia têm sugerido que a lei pela qual Tymoshenko foi condenada poderia ser mudada em seu benefício.

## Líder da oposição
Iúlia foi presa por um tempo na Rússia em fevereiro de 2001, mas foi solta pouco depois. Os rumores persistem de que ela seja procurada pelo governo russo sob acusações de crimes financeiros, embora seus defensores insistam que seja por motivação política.
Depois de sua libertação, Iúlia se transformou em uma das líderes, atacando o presidente Leonid Kuchma e acusando-o de ser mandante da morte de Gueórgui Gongadze, jornalista de oposição que foi seqüestrado e assassinado em 2000. Ela fundou o Bloco Iúlia Timochenko (Блок Юлії Тимошенко), um partido político que recebeu 7,2% dos votos na eleição legislativa ucraniana de 2002.

## Primeira-ministra
Iúlia Timochenko foi designada como primeira-ministra interina em 24 de janeiro de 2005, sob a presidência de Viktor Yushchenko. Depois de prolongadas negociações sobre a composição do gabinete, ela foi ratificada no cargo em 4 de fevereiro de 2005 pelo parlamento ucraniano (Verhovna Rada, "Conselho Supremo") por uma maioria absoluta de 373 votos (com 226 votos de 'sim' necessários).
No dia 18 de dezembro de 2007, Iúlia Timochenko foi novamente eleita como primeira-ministra.
Nas eleições presidenciais de 2010, Timochenko obteve o segundo lugar, perdendo para o político de oposição e inimigo na Revolução Laranja Viktor Yanukovych. Tymochenko enfrentou dificuldades em virtude da crise econômica de 2009 e da divisão interna do país entre o leste e o sul, regiões onde predomina a língua e cultura russas, e o norte e oeste, falantes do ucraniano e onde a oposição de Timochenko à influência russa é mais popular.
Desde 2011 estava presa, acusada de abuso de poder, numa decisão considerada controversa. Em 2014, após a Euromaidan, com a consequente renúncia de Yanukovytch, foi libertada.